# Palacio del Trocadero

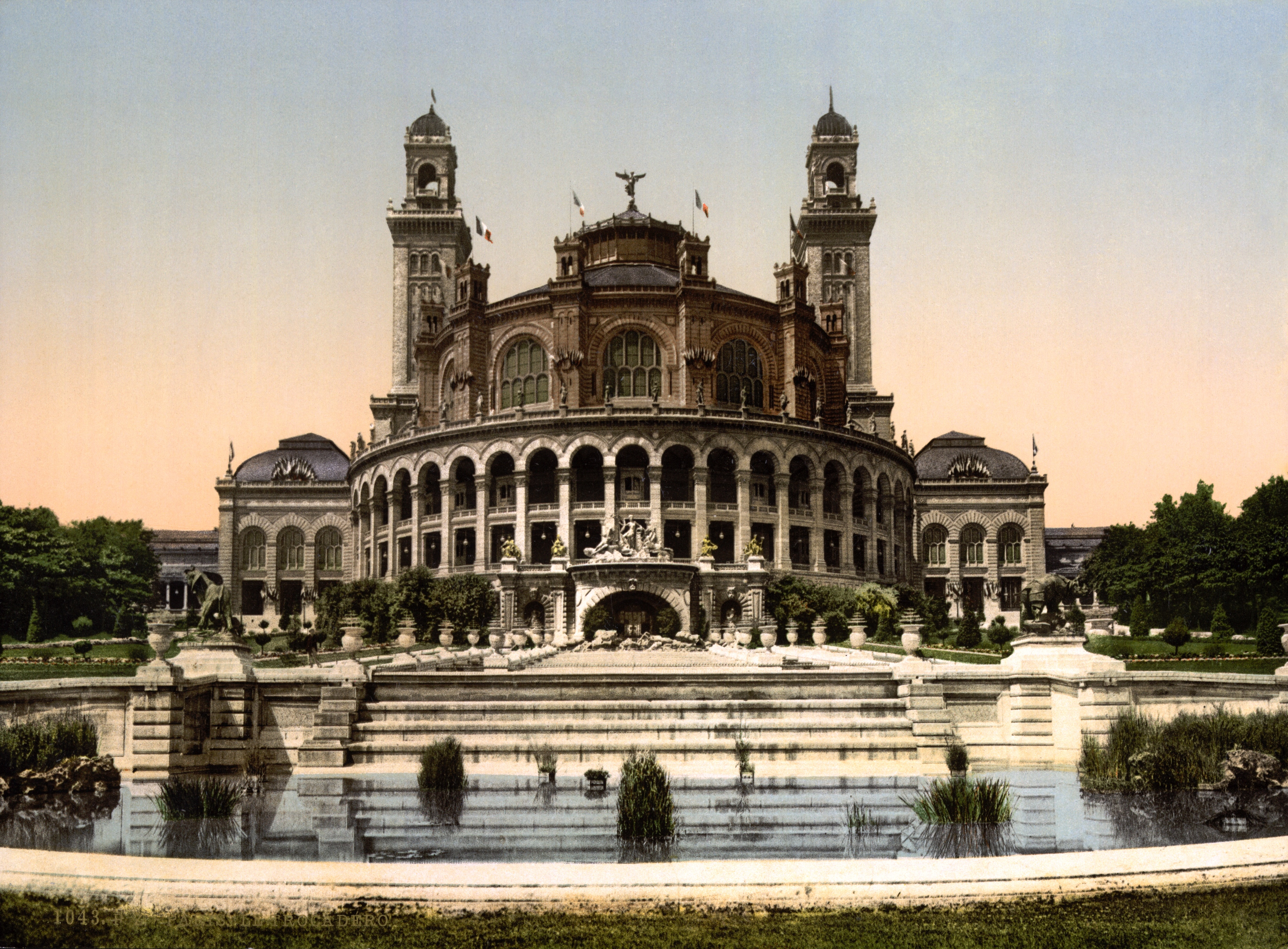
Palacio del Trocadero durante la Exposición Universal de París (1900).

El desaparecido Palacio del Trocadero, en el distrito XVI de París (Francia), fue un edificio de tendencia ecléctica, de inspiración árabe y bizantina. Fue diseñado por los arquitectos Gabriel Davioud y Jules Bourdais para la Exposición Universal de 1878. Fue destruido y sustituido por el Palacio de Chaillot en la Exposición Universal de 1937. Albergó, hasta su destrucción, el Museo de monumentos franceses creado por Alexandre Lenoir y el primer museo parisino de la etnografía fundada por E. Hamy, precursor del Museo del Hombre. Se construyó un ascensor con capacidad para 80 personas, diseñado por el ingeniero Félix Léon Edoux, que se instaló en la torre del palacio. El parque denominado Jardin du Trocadero fue concebido por Jean-Charles Alphand. A partir de 1880, un observatorio público, fundado por Léon Jaubert, fue instalado.
En el Palais de Chaillot actual se conservó la estructura del antiguo Palacio del Trocadero que tenía dos alas en forma de semicírculo. Sin embargo, el palacio diseñado por el Davioud estaba unido por una porción central (que tenía su lugar en la plaza actual), y estaba flanqueado por dos torres circulares, en el estilo morisco y el neo-bizantino.